# Friedrich von Podewils (Politiker)

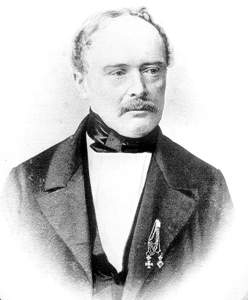
Friedrich von Podewils

Friedrich von Podewils (* 13. Juli 1804 in Schönkirch; † 23. Juni 1863 in Bayreuth) war ein deutscher Staatsbeamter in Bayern, Politiker und Abgeordneter der Frankfurter Nationalversammlung.

## Leben
Friedrich von Podewils stammte aus der Familie Podewils. Er wurde geboren als Sohn des Berufsoffiziers Franz Friedrich Jakob von Podewils (1779–1842) und seiner Gattin Sophie geb. von Reitzenstein (1786–1814). Nach dem Abitur am (heutigen) Wilhelmsgymnasium München (1824) studierte er von 1824 bis 1829 Rechtswissenschaften in Landshut und München. 1824 wurde er Mitglied des Corps Palatia.
Er trat 1829 als Gerichtspraktikant in München in den bayerischen Justizdienst ein. Zwischen 1831 und 1834 war er Ratsakzessist bei der Regierung für Oberbayern in der Kammer des Inneren. Er war zeitweise auch beim bayerischen Ministerium des Inneren tätig. Zwischen 1834 und 1836 war Landeskommissariatsaktuar in Landau an der Isar. Danach war er Assessor bei der Regierung in Bayreuth. Kurze Zeit später wechselte er als Geheimer Sekretär in das Innenministerium. Zwischen 1837 und 1845 war er Vorstand des Landgerichts Immenstadt. Danach war er bis 1850 Regierungsrat bei der Regierung in Regensburg. 1849 wurde er als Nachfolger für Joseph Pözl Abgeordneter für Amberg in der Frankfurter Nationalversammlung. Er war fraktionslos und stimmte mit dem rechten Zentrum. 1850 wurde er in Würzburg Regierungsdirektor. Von 1858 bis zu seinem Tod im Jahr 1863 war er Regierungspräsident von Oberfranken.
1835 heiratete er in Leutstetten Katharine Bourgin (* 1814; † 1877), mit der er 7 Kinder hatte, u. a.: Karoline, Friedrich, Maria, Sophie, Bertha, Ida.
In Amberg ist die Podewilsstraße nach ihm benannt. Sein Bruder Philipp von Podewils (1809–1885) war der Erfinder des Podewils-Gewehrs.